# Robert Alban
Robert Alban, nacido el 9 de febrero de 1952 en Saint-André-d'Huiriat, es un ex ciclista francés, cuya carrera profesional se desarrolló entre 1975 y 1985. Ha sido compañero de equipo de Raymond Poulidor, Joop Zoetemelk, Bernard Vallet, Mariano Martínez y de Stephen Roche entre otros.

## Palmarés

### Ruta
1976
- Grand Prix de Plumelec

1981
- Grand Prix de Plumelec
- 3.º en el Tour de Francia, más 1 etapa

1982
- 1 etapa de la Dauphiné Libéré

### Cyclo-cross
1977
- 2.º en el Campeonato de Francia de cyclo-cross

1980
- 2.º en el Campeonato de Francia de cyclo-cross

## Resultados en las Grandes Vueltas y Campeonatos del Mundo
| Carrera         | 1975 | 1976 | 1977 | 1978 | 1979 | 1980 | 1981 | 1982 | 1983 | 1984 |
| --------------- | ---- | ---- | ---- | ---- | ---- | ---- | ---- | ---- | ---- | ---- |
| Giro de Italia  | -    | -    | -    | -    | -    | -    | -    | -    | -    | -    |
| Tour de Francia | -    | -    | -    | -    | 19.º | 11.º | 3.º  | 11.º | 5.º  | 38.º |
| Vuelta a España | -    | -    | -    | -    | -    | -    | -    | -    | -    | -    |
| Mundial en Ruta | -    | -    | -    | -    | -    | Ab.  | -    | -    | -    | -    |

-: no participa

Ab.: abandono